# Menemen
Menemen (em grego: Μαινεμένη) é um município e distrito do oeste da Turquia, situada na província (em turco: iller) de Esmirna e na região (bölge) do Egeu (Ege Bölgesi), com 573 km² de área e em dezembro de 2021 tinha 193 229 habitantes (densidade: 337,2 hab./km²). A cidade situa-se em uma planície aluvial cerca de 33 km do centro de Esmirna (a Praça Konak), de cuja área metropolitana faz parte.